# Cristian Vântu
Cristian Vântu (1973. október 5. –) román orvos és politikus. 2024-ben a Románok Egyesüléséért Szövetség (AUR) színeiben választották a szenátus tagjává.

## Szakmai pályafutása
Cristian Vântu elvégezte a marosvásárhelyi Egyesülés Főgimnázium, majd a Târgu Mureș-i (Marosvásárhelyi) George Emil Palade Orvostudományi, Gyógyszerészeti és Technológiai Egyetem Általános Orvostudományi Karán szerzett általános orvosi diplomát. Ezután tizenkét éven át dolgozott az Egyesült Királyságban, mind az állami egészségügyi rendszerben, mind a BMI- és a Ramsay-csoport magánklinikáin.
2021-ben tért vissza Romániába, ahol háziorvosként praktizál, és egyben a Capio Healthcare SRL ügyvezetőjeként is tevékenykedik.

## Politikai pályafutása (2024–)
Március 31-én az AUR bejelentette, hogy Vântu lesz a párt polgármesterjelöltje Marosvásárhelyen (Târgu Mureș) a június 9-i helyhatósági választáson, míg Răzvan Biro a Maros Megyei Tanács elnökségére pályázik. A George Simionnal tartott sajtótájékoztatón Vântu így jellemezte magát: „50 % román, 50 % magyar, és öt generáció óta 100 % marosvásárhelyi”.
A 2024. december 1-jei parlamenti választást követően Vântut a 28-as számú, maros megyei választókerületből választották a román szenátus tagjává. December 21-én lépett hivatalba. Szenátorként az Egészségügyi Bizottság alelnöke és az Európai Ügyek Bizottságának tagja. Emellett 2025. március 25. óta tagja a Chilei, Indonéz és az Egyesült Királysággal fenntartott parlamenti baráti csoportoknak.

## Magánélete

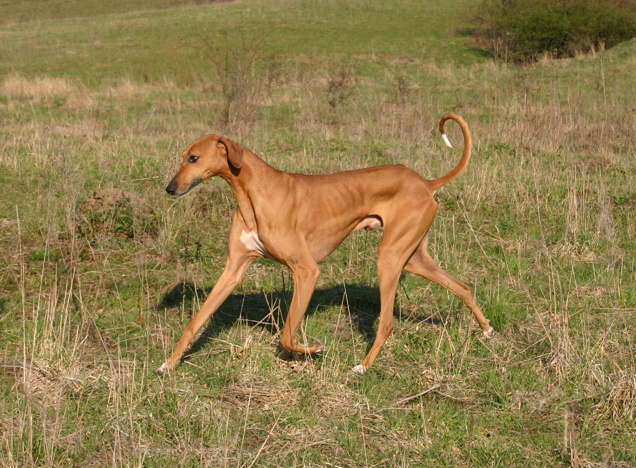
Vântu egyik Azawakh kutyája

Vântu házas, két gyermek édesapja, és kereszténynek vallja magát. Emellett az Azawakh kutyafajta tenyésztője és nemzetközi fajtabíró, akit a Nemzetközi Kinológiai Szövetség (FCI) akkreditált. A romániai covid19-járvány idején többször bírálta a hatóságok intézkedéseit. A Román Kutyás Szövetség szerint a román és a magyar mellett folyékonyan beszél angolul és németül.